# Steineridora dubia
Steineridora dubia is een rondwormensoort uit de familie van de Chromadoridae. De wetenschappelijke naam van de soort is voor het eerst geldig gepubliceerd in 1915 door Steiner.